# Гюргево (Благоевградская область)
Гюргево (болг. Гюргево) — до 2015 года село в Болгарии. Находится в Благоевградской области, входит в общину Петрич.

## История
После Первой Балканской войны деревня вошла в состав общины Кырналово Петричской околии Струмицкого округа Болгарии. Турецкое население бежало, и село заняли переселенцы из соседних сёл. В 1920 году в селе (бывшем центром общины и вошедшем с околией в состав округа Петрич) было 19 домохозяйств в 14 жилых зданиях, в 1926 году — 42 домохозяйства в 35 жилых домах. К этому году село вновь вошло в общину Кырналово.
В 1934 году в селе Софийской области было 20 домохозяйств в 19 жилых зданиях. Затем околия вошла в состав области Горна Джумая.
С 1949 года Петричская околия вошла в состав Горноджумайского округа (с 1950 года — Благоевградского). В 1959 году околии были ликвидированы. С 1978 года село вошло в общину Петрич. С 1987 года — в Софийской, а с 1999 года — в Благоевградской области. Упразднено в 2015 году.

## Население
| 1920 | 1926 | 1934 | 1946 | 1956 | 1965 | 1975 | 1985 | 1992 | 2001 | 2011 |
| ---- | ---- | ---- | ---- | ---- | ---- | ---- | ---- | ---- | ---- | ---- |
| 96   | 198  | 102  | 148  | 220  | 40   | 13   | 0    | 0    | 0    | 0    |